# Bambamarca
Bambamarca é uma cidade do Peru, situada na região do  Cajamarca. Capital da província de Hualgayoc, sua população em 2017 foi estimada em 16.039 habitantes.